# Джанетт Оттесен
Джанетт Оттесен (дан. Jeanette Ottesen, нар. 30 грудня 1987, Конгенс Люнгб'ю, Столичний регіон Данія) — данська плавчиня, бронзова призерка Олімпійських ігор 2016 року, дворазова чемпіонка світу.

## Виступи на Олімпійських іграх
| Олімпіада   | Дисципліна             | Місце |
| ----------- | ---------------------- | ----- |
| Афіни 2004  | 50 м вільним стилем    | 22    |
| Афіни 2004  | 100 м вільним стилем   | 18    |
| Афіни 2004  | 4×100 м комплексом     | 9     |
| Пекін 2008  | 50 м вільним стилем    | 11    |
| Пекін 2008  | 100 м вільним стилем   | 5     |
| Пекін 2008  | 100 м батерфляєм       | 15    |
| Лондон 2012 | 50 м вільним стилем    | 12    |
| Лондон 2012 | 100 м вільним стилем   | 7     |
| Лондон 2012 | 100 м батерфляєм       | 6     |
| Лондон 2012 | 4×100 м вільним стилем | 6     |
| Лондон 2012 | 4×100 м комплексом     | 7     |
| Ріо 2016    | 50 м вільним стилем    | 11    |
| Ріо 2016    | 100 м вільним стилем   | 8     |
| Ріо 2016    | 100 м батерфляєм       | 7     |
| Ріо 2016    | 4×100 м комплексом     | 3     |